# Port lotniczy Marsa al-Burajka
Port lotniczy Marsa al-Burajka (IATA: LMQ, ICAO: HLMB) – port lotniczy położony w Marsa al-Burajka, w gminie Adżdabija, w Libii.